# Dojransee
Der Dojransee (mazedonisch Дојранско Езеро Dojransko Ezero; griechisch Λίμνη  Δοϊράνη Límni̱ Doïráni̱) ist nach Ohrid- und Prespasee der kleinste der drei großen Seen in der Balkan-Region Makedonien.

## Geografie
Der Dojransee liegt im Südosten Nordmazedoniens an der Grenze zu Griechenland, die durch den See verläuft. Von seiner Fläche von 43,1 km² entfallen 27,3 km² auf Nordmazedonien und 15,8 km² auf Griechenland. Er liegt in einer Höhe von 147 m über Meeresspiegel und ist ein flacher See der im Durchschnitt eine Wassertiefe von 10 m aufweist.
Im Jahre 2002 wurde in Mazedonien mit einem Projekt zum Bau eines Aquäduktes begonnen, das den See, dessen Wasserspiegel in den vergangenen 20 Jahren überwiegend durch exzessive Wasserentnahme für die Landwirtschaft um fast fünf Meter gesunken ist, mit Wasser aus den umliegenden Bergen versorgen soll. Im Gegenzug hat sich Griechenland verpflichtet, seinerseits Maßnahmen zum Schutze des Sees, der immer noch als ökologisch äußerst wertvoll gilt, zu treffen.

## Geschichte
Während des Ersten Weltkriegs war der See Frontgebiet an der Salonikifront zwischen den Truppen Deutschlands, Österreich-Ungarns und Bulgariens auf der Seite der Mittelmächte sowie den Truppen der Entente-Mächte Frankreich, Großbritannien und später Griechenland. Bedeutende Kampfhandlung war die 3. Dojranschlacht am 18. und 19. September 1918. Ein Friedhof der Commonwealth War Graves Commission und ein Denkmal aus dem Jahre 1926 erinnern an die Kriegstoten aus Großbritannien und Griechenland.

## Naturschutz
Der Dojransee ist seit Dezember 1999 Bestandteil Teil des Grünen Bandes Europa im Balkan-Abschnitt (EECONET) und seit dem Jahr 2000 ein Projekt im Rahmen von CORINE (P00000002) das von der EU-Kommission initiiert wurde.

### Ramsar
Der innerhalb des nordmazedonischen Staatsgebietes liegende Teil des Dojransees wurde am 2. August 2007 nach der Ramsar-Konvention zum Ramsar-Schutzgebiet unter der Schutzgebietsnummer „1735“ mit einer Schutzgebietsfläche von 2,696 km² deklariert. Geschützt wurde der westliche Teil des Sees der aus flachen eutrophen Seeflächen und den angrenzenden Sumpfgebieten mit Thermalquellen besteht. Bei der Deklaration wurde die alte Fischjagdpraxis mit ihren eigenen Geräten und Traditionen des Fischfanges mit Vögeln und Schilffallen gewürdigt.

### Europäisches Vogelschutzgebiet
Der östliche Teil des Dojransees im griechischen Hoheitsgebiet wurde im Oktober 2001 wurde vom Ministerium für Umwelt und Energie (griechisch Υπουργείο Περιβάλλοντος και Ενέργειας) mit einer Schutzgebietsfläche von 21.0485 km² unter der Nummer „GR1230003“ zum Europäischen Vogelschutzgebiet deklariert.

## Flora und Fauna
Im See wurden vierzehn endemische Arten und Unterarten von Fischen sowie in den Schutzgebietsflächen am Seeufer, den Verlandungszonen und Sumpfgebieten weitere elf endemische Wirbellose, vier als „stark gefährdet“ einstufte Libellenarten und viele geschützte Vogelarten beobachtet.

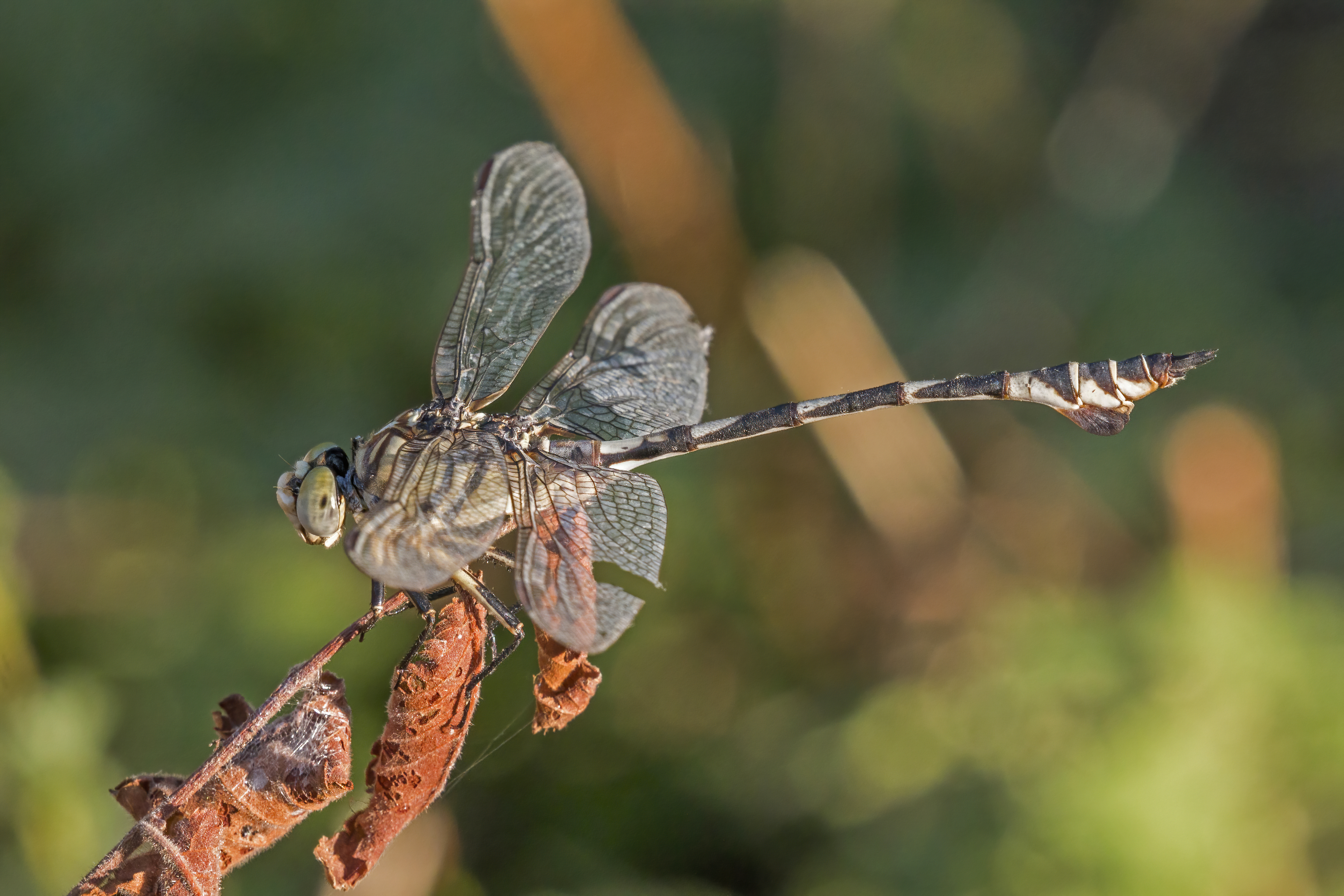
Seedrache im Schutzgebiet
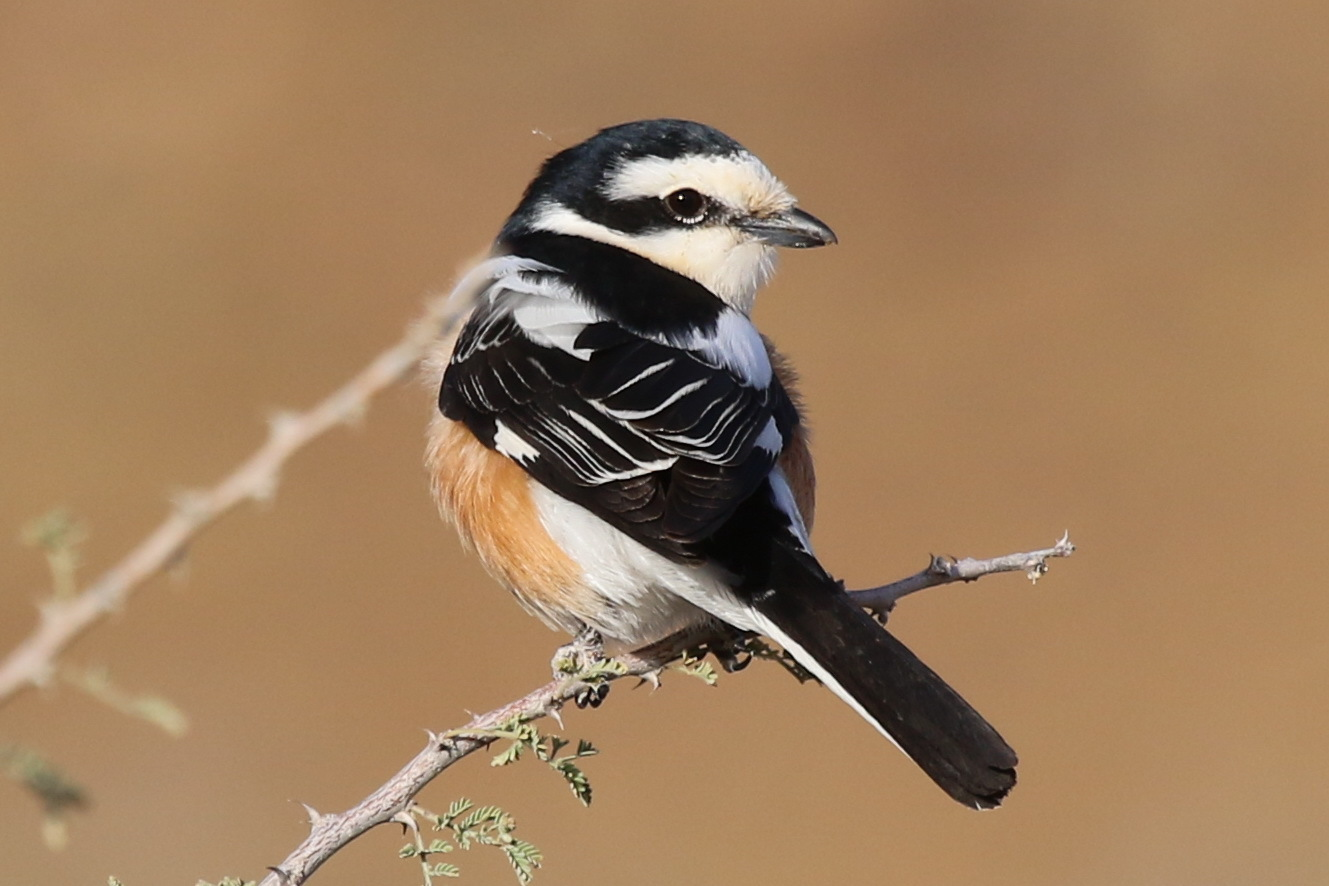
Maskenwürger (Beispielfoto)

### Flora
Für den Dojransee wurden in Nordmazedonien seltene Pflanzenarten aufgezeichnet davon beispielhaft der Kleefarn (Marsilea quadrifolia), das Große Nixenkraut (Najas marina), das Kleine Nixenkraut (Najas minor), das Ährige Tausendblatt (Myriophyllum spicatum), das Durchwachsene Laichkraut (Potamogeton perfoliatus), das Pfannengras (Paspalum paspalodes), der Gemeine Schwimmfarn (Salvinia natans), die Weiße Seerose (Nymphaea alba), die Vielwurzelige Teichlinse (Spirodela polyrhiza), die Schwanenblume (Butomus umbellatus), der Froschbiss (Hydrocharis morsus-ranae), die Gewöhnliche Teichbinse (Schoenoplectus lacustris), das Raue Hornblatt (Ceratophyllum demersum) und die Sumpf-Schwertlilie (Iris pseudacorus).

### Libellen
Folgende Arten von gemeinschaftlichem Interesse wurden im Schutzgebiet beobachtet:
Der Seedrache (Lindenia tetraphylla), eine Libellenart, die im Anhang IV der FFH-Richtlinie aufgeführt ist, und Vogel-Azurjungfer (Coenagrion ornatum), eine Libellenart, die im Anhang II der FFH-Richtlinie aufgeführt ist, wurden dokumentiert.

### Fische
Die folgenden Fischarten wurden unter besonderen Schutz gestellt:
Der Karpfen (Cyprinus carpio), der Bitterling (Rhodeus amarus), der Schneider (Alburnoides bipunctatus) und der Europäische Wels (Silurus glanis).

### Avifauna
Unter besonderen Schutz wurden die folgenden Vogelarten gestellt:
Der Krauskopfpelikan (Pelecanus crispus), die Zwergscharbe (Microcarbo pygmeus), die Weißkopf-Ruderente (Oxyura leucocephala), der Säbelschnäbler (Recurvirostra avosetta), die Rohrweihe (Circus aeruginosus), der Rosapelikan (Pelecanus onocrotalus), der Purpurreiher (Ardea purpurea) und der Maskenwürger (Lanius nubicus). Der See dient Zugvögeln als wichtiges Überwinterungsgebiet und Nahrungsquelle für durchziehende Vogelarten. Beispielhaft wurden die Stockente (Anas platyrhynchos), die Tafelente (Aythya ferina), die Reiherente (Aythya fuligula), das Blässhuhn (Fulica atra), die Lachmöwe (Chroicocephalus ridibundus) und der Kormoran (Phalacrocorax carbo) die in Gruppen mit teilweise mehreren hundert Individuen beobachtet wurden.

## Gefährdung
Ein sinkender Wasserstand durch übermäßige Entnahme wird als potentielle Bedrohung für den See wahrgenommen. Für den griechischen Seeabschnitt wurde ein hohes Risiko durch die Rodung von Wälder und die Erzeugung von Windenergie durch Windkraftanlagen festgestellt. Ein mittleres Risiko wurde durch den Einsatz von Bioziden, Hormonen und Chemikalien bei Wasseruntersuchungen nachgewiesen. Geringe Gefährdungen wurden durch den Bergbau und Gewinnung von Steinen und Erden sowie durch die im Schutzgebiet vorhandenen Straßen, Wege und Schienen beobachtet.

## Tourismus

### Nordmazedonien
Im Jahr 1988 wurden am Dojransee rund 300.000 Touristen verzeichnet. Diese Anzahl reduzierte sich im Jahr 2000 auf 20000 Touristen und stieg bis zum Jahr 2007 auf 200000 Touristen an. Die Touristen konzentrieren sich auf die Sommermonate und die Orte Nikolić, Achikot, Star Dojran („Alt-Dojran“) und Nov Dojran („Neu-Dojran“).

### Allgemein
- Commons: Dojransee – Sammlung von Bildern, Videos und Audiodateien
- Dojran Lake. In: Tourismusinformation. exploringmacedonia, Skopje (englisch).
- Deutsches Kriegstagebuch vom 28. März 1916
- Deutsches Kriegstagebuch vom 18. Februar 1917
- Beschreibung der Commonwealth War Graves Commission

### Schutzgebiete
- Dojransee in der World Database on Protected Areas (englisch) (Nordmazedonien)
- Dojransee in der World Database on Protected Areas (englisch) (Griechenland)
- Branko Micevski: Information Sheet on Dorjan Lake. In: Informationsbogen zum RIS. Ramsar, 2. August 2007 (englisch).
- https://rsis.ramsar.org/ris/1735. In: Ramsar Sites Information (RIS). Ramsar, 1. Januar 2008 (englisch).
- Límni̱ Doïráni̱. In: Standarddatenbogen (SDB). Natura 2000 Netzwerk, Juli 2020 (englisch).
- Limni Doirani. In: Steckbrief Vogelschutzgebiet. European Environment Agency (englisch).